# Richard Henry Pitt Mason
Richard Henry Pitt Mason hay R.H.P. Mason (3 tháng 3 năm 1934 – 27 tháng 6 năm 2009), là một viện sĩ, sử gia và nhà Nhật Bản học người Úc và là giáo sư trường Đại học Quốc gia Úc ở Canberra, trước khi nghỉ hưu vào năm 1993.
Mason sinh ra và lớn lên ở nước Anh, sau một năm nghĩa vụ quân sự, ông bắt đầu nghiên cứu lịch sử Nhật Bản dưới sự hướng dẫn của Carmen Blacker tại Đại học Cambridge, nơi ông nhập học từ năm 1954 đến năm 1958. Luận án tiến sĩ của ông, được hoàn thành tại Đại học Quốc gia Úc, và xuất bản thành sách vào năm 1969 có tựa đề Japan's First General Election, 1890 (Cuộc tổng tuyển cử đầu tiên ở Nhật Bản năm 1890).
Là một học giả, ông chuyên nghiên cứu về nền chính trị thời kỳ Minh Trị, nhưng vẫn giữ sự quan tâm mạnh về thơ ca cổ điển Nhật Bản.

## Tác phẩm chọn lọc
Trong một cái nhìn tổng quan về các tác phẩm của Mason, OCLC/WorldCat liệt kê khoảng hơn 10 tác phẩm qua hơn 50 ấn phẩm viết bằng 5 ngôn ngữ và hơn 1900 còn lưu ở thư viện.
- Japan's first general election, 1890, 1962
- A map guide to Japan, 1968
- A history of Japan, 1972 (cùng J.G. Caiger)

Lịch sử Nhật Bản, Nguyễn Văn Sỹ dịch, Nhà xuất bản Lao động, 2003

## Website
- Hồ sơ cá nhân của Mason, R.H.P lưu tại Virtual International Authority File (VIAF)